# Orville by Gibson

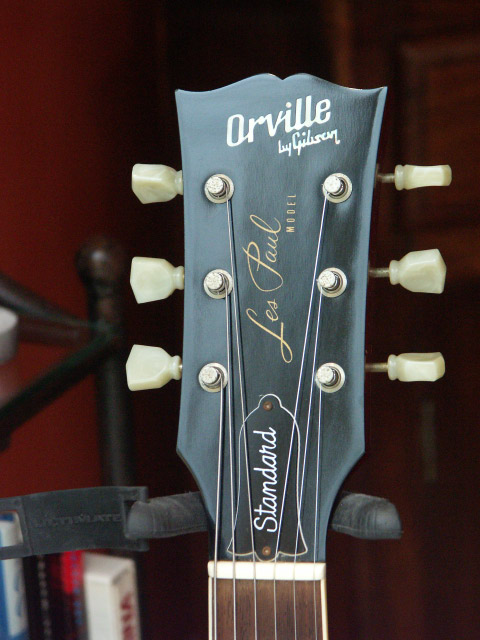
Headstock de uma guitarra Orville by Gibson

Orville by Gibson (オービルbyギブソン), também conhecida como Orville (オービル), foi uma marca de guitarras que foi gerenciada pela Gibson Guitar Corporation para o mercado japonês durante o período do final dos anos 80 e a maior parte dos anos 90. O nome é emprestado de Orville Gibson, que fundou a Gibson Guitar Company em 1902.

## História
Durante os anos 70 e 80, certas Companhias Japonesas de guitarras usando marcas como Ibanez, Tōkai, Burny, e Greco estavam fabricando cópias de alta qualidade de modelos de guitarras Fender e Gibson. Algumas marcas eram vendidas apenas no mercado japonês, mas outras marcas, como as Ibanez, eram exportadas do Japão. A Fender e a Gibson abriram divisões para fabricar guiatrras no Japão usando as marcas Fender/Squier ou Gibson/Epiphone para o mercado japonês.
A Fender estabeleceu a Fender Japão em 1982 e contratou a Yamano Gakki (山野楽器) e a Kanda Shokai (神田商会) para supervisionar a produção e a distribuição das guitarras Fender Japão em cooperação com a Fender. A Yamano Gakki (Gakki significa companhia de instrumentos musicais) era um dos maiores distribuidores/varejistas de instrumentos musicais do Japão, e a Kanda Shokai um dos maiores distribuidores de instrumentos musicais do Japão. A Gibson estabeleceu a Epiphone Japão no começo dos anos 70 com a produção e distribuição gerenciada pela Aria em cooperação com a Gibson.
A parceria entre a Aria e a Gibson Epiphone Japan terminou em 1983 com a produção de exportação da Epiphone transferida para a Coréia, e em 1987 a Yamano Gakki obteve a conessionária da Gibson e Epiphone no Japão . A Yamano Gakki distribuiu guitarras Gibson e Epiphone (coreanas) e tambem produziu uma variedade limitada de guitarras semiacústicas Epiphone japonesas em cooperação com a Gibson. Em 1988 a Yamano Gakki decidiu expandir as variedades dos modelos Epiphone Japan para incluir alguns modelos de corpo sólido além dos semiacústicos disponíveis.
A Gibson e a Yamano Gakki decidiram não utilizar o nome Epiphone para as linhas de corpo sólido, então o nome Orville foi escolhido em seu lugar. Orville é o primeiro nome do fundador da Gibson corporation, Orville H. Gibson. Quando as séries Orville by Gibson foram lançadas em 1988, a Gibson também estava vendendo guitarras Gibson americanas, Epiphone japonesas, e Epiphone coreanas no Japão. As séries Orville by Gibson e Orville foram distribuídas pela Yamano Gakki e foram cotadas entre o preço das guitarras Gibson americanas e as Epiphone coreanas.
Houve inúmeras mudanças nos modelos Orville by Gibson e Orville entre seu início em 1988 e seu fim em 1998 que são mostradas na seção História de Lançamento no Mercado. As séries Orville foram descontinuadas em 1998 devido à Gibson e a Yamano Gakki decidirem expandir as linhas da Epiphone que incluiu modelos sólidos e semiacústicos. A Gibson e a Yamano Gakki terminaram sua parceria em 2006.

## Modelos

### Guitarras Elétricas
- Les Paul Standard
- Les Paul Custom
- Les Paul '57 Reissue
- Les Paul '59 Reissue
- Les Paul Studio Joe Perry
- Les Paul John Sykes
- EDS1275 (Doubleneck)
- SG Custom
- SG '62
- SG '61 Reissue
- Les Paul Junior single cutaway
- Les Paul Junior double cutaway
- Melody Maker
- Firebird
- Explorer
- Flying V '58 and '74
- ES-175
- ES-325 Dot
- ES-335 Dot
- Byrdland

### Baixos Elétricos
- EB-3
- Thunderbird

### Guitarras Acústicas
- J-200
- Dove
- J-45
- J-160E
- Hummingbird
- Chet Atkins
- L-1 Historic Series Robert Johnson
- L-00

## Números de Série
Havia duas fábricas de guitarras japonesas envolvidas em toda a produção das guitarras Orville by Gibson e Orville, e elas eram a Terada (寺田)  e a Fuji-Gen (フジゲン) . O livro Gibson Les Paul de Tony Bacon e Paul Day (1993)  menciona que tanto as guitarras Orville by Gibson e Orville, incluindo as guitarras K Orville (1989/1993) eram fabricadas no Japão. Quando as séries Orville by Gibson começaram em 1988, a Fuji-Gen estava concentrada na produção das guitarras Fender Japan de braço parafusado, então as guitarras Orville by Gibson com serial G e as Orville com serial K de braço colado foram todas feitas pela Terada. A Fuji-Gen começou a fabricar as guitarras Orville by Gibson no final de 1992 e também guitarras Orville em 1993 depois que estabeleceram a Fuji-Gen Hirooka Inc  em novembro de 1991. Depois de abrir a Fuji-Gen Hirooka Inc, a Fuji-Gen reiniciou a produção de guitarras de braço colado em larga escala. Depois que a Fuji-Gen foi contratada pela Yamano Gakki no final de 1992, a Fuji-Gen foi designada para fabricar a maioria dos modelos de guitarras Orville by Gibson e Orville de corpo sólido e a Terada voltou ao seu papel mais tradicional de fabricar principalmente guitarras semiacústicas. A produção das guitarras de corpo sólido modelos K Orville e a maioria dos Orville by Gibson serial G foram descontinuados em 1993 como resultado.
A Fuji-Gen e a Terada utilizaram diferentes sistemas de número de série (Caixa de decalque Orville by Gibson da Terada[ligação inativa]). A Terada usava uma letra G ou J no início do número de série, e a Fuji-Gen utilizava somente números, sem letras. A letra G no número de série da Terada basicamente significava "captadores Gibson", e a letra J da Terada basicamente significava "captadores japoneses". Quando as guitarras K Orville foram fabricadas entre 1989 e 1993, a Terada era a única fábrica de guitarras produzindo todas as Orville by Gibson e Orville. As guitarras Orville by Gibson e o baixo EB-3 SG Orville que eram cotados a mais de 90,000 Ienes recebiam a letra G nos números de série pela Terada. As guitarras mais baratas (K) Orville que eram cotadas em 75,000 Ienes abaixo não recebiam números de série pela Terada. Números de série não são tão essenciais quando apenas uma fábrica está fabricando todas as guitarras, como o distribuidor (Yamano Gakki) sabe exatamente qual fábrica produziu a guitarra mesmo quando a mesma não possui número de série identificável. Como a Terada era a única fábrica produzindo todas as guitarras Orville entre 1989 e 1993, eles não necessitavam numerar as guitarras K Orville, que eram direcionadas para o mercado intermediário.
Quando as guitarras K Orville foram lançadas para varejo entre 1989 e 1993, a Yamano Gakki aplicou um adesivo com um número de série datado, iniciando com a letra K, por motivos de garantia para o consumidor. O prefixo K vem de Kuramae, que é onde se situa a divisão de atacado da Yamano Gakki. As guitarras Orville by Gibson mais caras e o baixo Orville EB-3 SG eram a prioridade da Yamano Gakki e da Terada nos primeiros anos, e eram fabricados visando o mercado intermediário e profissional, e eram, portanto, dados números de série para estarem a par com a prática da Gibson de usar serial para as guitarras americanas. Letras diferentes no prefixo do número de série são comumente utilizadas quando mais de uma fábrica pode estar produzindo a mesma marca e modelo de guitarra ao mesmo tempo. Quando a Fuji-Gen se juntou à Terada na fabricação das guitarras Orville by Gibson no final de 1992 e as guitarras Orville em 1993, números de série começaram a ser utilizados em todas as guitarras Orville tanto pela Fuji-Gen quanto pela Terada, sendo que a segunda utilizava a letra J no número de série para todas as guitarras Orville que eles produziram depois que as K Orville pararam de serem produzidas em 1993. Uma K Orville Les Paul 1993 de 75,000 Ienes e uma J Orville Les Paul 1996 de 75,000 Ienes são basicamente as mesmas guitarras fabricadas pela Terada.
O formato do número de série das Orville by Gibson e Orville tiveram 4 variações durante s 10 anos de produção. As guitarras Orville by Gibson utilizavam estampa em tinta nos números de série e as guitarras Orville utilizaram estampas em tinta e os adesivos da Yamano Gakki (K) nos números de série.
Formato dos números de série: 1988/1989
De 1988 a 1989 um formato de número de série AAPPPP foi utilizado para as guitarras Orville by Gibson e o baixo Orville SG EB-3.
- AA é o ano de produção, 88=1988, 89=1989.
- PPPP é o número de produção.

Por exemplo, G887013 é datada de 1988 e foi fabricada pela Terada.
Formato dos números de série: 1989/1998
Iniciando em 1989 um novo formato de número de série foi utilizado, AMMPPP, para as guitarras Orville by Gibson e o baixo Orville SG EB-3.
- A é o ano de produção, 0=1990, 1=1991, etc.
- MM é o mês de produção.
- PPP é o número de produção.

Por exemplo, G206135 é datada de junho de 1992 e foi fabricada pela Terada, J603523 é datada de março de 1996 e foi fabricada pela Terada, 411264 é datada de novembro de 1994 e foi fabricada pela Fuji-Gen. Este formato também foi utilizado para os números de série estampados em tinta nas guitarras Orville de 1993 a 1998.
Formato dos números de série dos modelos Reissue: Final de 1992/1995
Os modelos Les Paul reissue da Orville by Gibson 1957 e 1959 (LPS-57C, LPC-57B, LPS-59R) e o modelo SG reissue da Orville by Gibson 1961 (SG-61R) possuiam dois formatos diferentes de números de série.
O primeiro formato de número de série dos modelos reissue foi AMMPPP.
- A é o ano de produção, 3=1993, 4=1994, etc.
- MM é o mês de produção.
- PPP é o número de produção.

O segundfo formato de números de série dos modelos reissue foi APPPP.
- A é o ano de produção, 3=1993, 4=1994, etc.
- PPPP é o número de produção.

Por exemplo, G3 6942 é datada de 1993 e foi fabricada pela Terada, 4 7345 é datada de 1994 e foi fabricada pela Fuji-Gen, G306385 é datada de junho de 1993 e foi fabricada pela Terada, 412562 é datada de dezembro de 1994 e foi fabricada pela Fuji-Gen.
O formato de número de série APPPP da Orville by Gibson modelo reissue é o mesmo formato dos números de série das Gibson reissue.
O ano de reedição é o número do modelo (LPS-57C = 1957), e os modelos Les Paul 1957 e 1959 e o modelo SG 1961 foram fabricados do final de 1992-1995 com algumas guitarras tendo produção limitada.
Formato de número de série K: 1989/1993
O formato dos números de série das K Orville dados pela Yamano Gakki é K 0APPPP. O número de série resumido das K Orville é APPPP, com a letra K e o número 0 não apresentando informações sobre ano ou mês.
- A=ano de produção, 9=1989, 0=1990, 1=1991, etc.
- PPPP é o número de produção.

Por exemplo, um número de série como K 015113 = 1 5113 = 1991 e 5113 = o número de produção.

## História de Lançamento no Mercado
Informações sobre o lançamento dos modelos pelos catálogos da Yamano Gakki .
Os modelos K Orville Les Paul Standard e Custom foram originalmente anunciados por 65000 Ienes iniciando em 1989, e em 1990 os preços dos modelos Orville by Gibson e Orville foram aumentados. De 1990 a 1998 tanto as K Orville quanto as Orville Les Paul Standard e Custom com serial estampado em tinta foram anunciadas por 75000 Ienes. Modelos Orville com acabamento em photo flame foram anunciados por 80000 Ienes. Modelos Orville signature e Orville com escala em ébano foram anunciados por 85000 Ienes .
Modelos Orville by Gibson eram anunciados por mais de 90000 Ienes e foram introduzidos em 1988. As guitarras Orville by Gibson apresentavam acabamento em nitrocelulose e captadores Gibson. Em 1995 os modelos Orville by Gibson foram descontinuados, e apenas modelos Orville foram continuados até 1998. As guitarras Les Paul da Terada com números de série iniciados em G, J e K apresentavam uma variedade de espiga (tenon) média, média/longa ou longa na junção do braço. As guitarras Les Paul da Fuji-Gen com serial sem letras apresentavam junção longa (long tenon) em todos os modelos.
Linha do tempo
- 1988-1995: Guitarras Orville by Gibson da Terada, com números de série iniciados pela letra G.
- 1989/1993: Guitarras Orville da Terada, com números de série em adesivo da Yamano Gakki (K).
- 1991/1993: Guitarras acústicas Orville by Gibson da Terada, com números de série iniciados pela letra G. Números de série da Terada iniciados por AG, A = Acústica.
- 1992/1995: Guitarras Orville by Gibson da Fuji-Gen, com números de série sem letras.
- 1993/1998: Guitarras Orville da Fuji-Gen, com números de série sem letras.
- 1995/1998: Guitarras Orville da Terada, com números de série iniciando pela letra J.

## Epiphone Japan
A Epiphone Japan foi inicialmente estabelecida pela Gibson no começo dos anos 80, com a distribuição gerenciada principakmente pela Aria em cooperação com a Gibson. A fábrica de guitarras Matsumoku no Japão foi utilizada para fazer as guitarras da Epiphone pela Aria no Japão. Em 1983, a produção das Epiphone de exportação foram transferidas do Japão para a Coréia , e em 1987 a Yamano Gakki obteve a distribuição da Epiphone no Japão e produziu uma variedade limitada de modelos semiacústicos da Epiphone no Japão em cooperação com a Gibson. A fábrica de guitarras Terada no Japão era utilizada para fabricar as guitarras Epiphone para a Yamano Gakki no Japão. Depois que a Gibson e a Yamano Gakki pararam a produção das Orville em 1998, a Gibson e a Yamano Gakki expandiram os modelos da Epiphone japonesa, incluindo mdoelos de corpo sólido à produção dos modelos semiacústicos.
Algumas das guitarras Epiphone Japan Gibson/Yamano Gakki foram exportadas. As guitarras Epiphone Japan que eram direcionadas para o mercado de exportação não possuiam o headstock estilo Gibson "livro aberto". As guitarras Epiphone Japan com headstock "livro aberto" foram produzidas para o mercado japonês apenas. As mesmas fábricas, Terada e Fuji-Gen, que fizeram todas as guitarras Orville by Gibson e Orville, foram utilizadas para fabricar as séries Epiphone Elite e Epiphone Elitist da Gibson/Yamano Gakki, com a Terada fabricando a maioria dos modelos semiacústicos e a Fuji-Gen focando a produção nos modelos de corpo sólido. A Gibson e a Yamano Gakki terminaram sua parceria no final de 2006.

### Epiphone Japan: Números de Série
Os números de série das Epiphone Japan Yamano Gakki de 1998 em diante (depois que as séries Orville foram descontinuadas) apresentam o formato AMMPPP.
- A=ano.
- MM=mês.
- PPP=número de produção.

As letras utilizadas nos números de série pela Terada e Fuji-Gen são J = Terada, T = Terada, sem letra = Fuji-Gen, e F = Fuji-Gen.
Por exemplo, 903584 é datada de março de 1999 e foi fabricada pela Fuji-Gen, J903584 é datada de março de 1999 e foi fabricada pela Terada, F505693 é datada de maio de 2005 e foi fabricada pela Fuji-Gen, T505693 é datada de maio de 2005 e foi fabricada pela Terada.
Para os modelos semiacústicos da Epiphone Japan Yamano Gakki de 1987 a aproximadamente 1997, os números de série estão no formato ACPPP. Eles eram fabricados pela Terada e costumavam possuir etiqueta Epiphone laranja.
- A=ano.
- C=código do modelo.
- PPP=número de produção.

Códigos dos modelos (C)
- 1 = NVJ
- 2 = EMPEROR
- 3 = RIVIERA
- 4 = SHERATON
- 5 = CASINO
- 6 = Limited Edition
- 7 = EB-2
- 8 = ES-930J
- 9 = EMPEROR-J

Por exemplo, 34784 = 3 4784 = 1993 SHERATON.
Os modelos Epiphone Japan da Aria que foram fabricados pela Matsumoku do começo dos anos 70 e terminando antes de 1987 não possuem um sistema de numeração confiável, mas podem ser datados aproximadamente utilizando as cores da etiqueta da Epiphone.
- Azul: começo dos 1970/1980
- Marrom-claro: 1980/1985
- Marrom: 1985/1987

## Ligações Externas
- Guitarras Orville usadas à venda
- Tour pela fábrica Terada
- Tour pela fábrica Fuji-Gen